# 韓元勳
韓元勳（1609年—1650年），字昌穎，號奕侯、又号雪巖，廣東潮州府平遠縣人，明朝、南明政治人物。

## 生平
崇禎三年（1630年）庚午科廣東鄉試第五十八名舉人，十年（1637年）丁丑科進士。吏部觀政，授行人司行人，升浙江道監察御史。十七年（1644年）李自成攻陷北京，韓元勳隨史可法前往南京。南明弘光元年（1645年）琉球國尚賢王請封，韓元勳任琉球冊封副使，未成行，清軍已攻陷南京，同年獲隆武帝起為監察御史，隆武二年（1646年）隨隆武帝前往汀州，隆武政權覆亡後打算前往兩廣抗清不成，歸里隱居。順治七年（1650年）卒於家。

## 家族
曾祖韓棕；祖父韓居容；父韓志。

## 外部連結
- 平远首位进士韩元勋 （页面存档备份，存于） 梅州網